# Tulelake (Kalifornia)
Tulelake város az USA Kalifornia államában, Siskiyou megyében. Lakosainak száma 902 fő (2020. április 1.).

## Népesség
A település népességének változása:

| 2010 | 1 010 |
| 2020 | 902   |